# Schwarzwaldmädel (film 1950)
Schwarzwaldmädel è un film del 1950 diretto da Hans Deppe che si basa sull'operetta omonima di Leon Jessel su libretto di August Neidhart.

## Produzione
Il film, che fu prodotto dalla Berolina-Filmproduktion GmbH di Berlino, venne girato dal 1º maggio al 3 giugno 1950 con riprese in esterno a Schwarzwald, St. Peter, Baden-Baden e Garmisch-Patenkirchen.

## Distribuzione
Distribuito dalla Herzog-Filmverleih di Monaco, uscì nelle sale cinematografiche della Repubblica Federale il 7 dicembre 1950.